# والری یوتسکی
والری یوتسکی (انگلیسی: Valeriy Yevetskiy؛ زادهٔ ۴ دسامبر ۱۹۶۲) ورزشکار Archery اهل Ukrainian است.وی همچنین از کمانداران بازی‌های المپیک تابستانی ۱۹۹۶ بوده است.